# Heintje – Einmal wird die Sonne wieder scheinen
Heintje – Einmal wird die Sonne wieder scheinen – film muzyczny produkcji RFN z 1970 roku, w reżyserii Hansa Heinricha. Jest to czwarty film z udziałem holenderskiego piosenkarza Heintjego Simonsa. Film został zrealizowany w Hamburgu.

## Opis fabuły
Ojciec Heintjego, Klaus Helwig, samotnie wychowuje swego syna. Jego żona Maria zmarła. Zostaje niesłusznie oskarżony o malwersacje finansowe i osadzony w więzieniu. Heintje trafia pod opiekę oschłego dziadka, Friedricha Wilhelma Bartholda. Dziadek jest nieufny i apodyktyczny wobec niego. Pewnego razu postanowił sprawdzić jego uczciwość, podrzucając przy bramie portfel z pieniędzmi, który Heintje znajduje i później zwraca. Z biegiem czasu dziadek stopniowo łagodnieje i staje się wobec niego bardziej przyjazny.
W międzyczasie Heintje przypadkiem podsłuchuje rozmowę przed bramą do posiadłości dziadka, z której dowiaduje się o intrygach wobec jego ojca i dziadka, w wyniku których Klaus został niesłusznie oskarżony i przebywa w więzieniu. Heintje postanawia wytropić przestępców. Ukradkiem wyrusza do Francji, gdzie próbuje rozwikłać zagadkę.

## Piosenki w wykonaniu Heintjego
- Kleine Kinder, kleine Sorgen
- Wenn ich einst groß bin
- Zwei kleine Sterne
- Letzte Rose in unser’m Garten
- Deine Liebe, deine Treue
- Traumland

## Obsada
- Heintje Simons – Heintje
- Heinz Reincke(inne języki) – Klaus Helwig
- Paul Dahlke(inne języki) – Friedrich Wilhelm Berthold
- Gerlinde Locker(inne języki) – Renate Ahrens